# يهود أشكناز
اليهود الأشكناز (بالعبرية: אַשְׁכֲּנָזִים) هم يهود الشتات الذين تجمعوا في الإمبراطورية الرومانية المقدسة في نهاية الألفية الأولى.
اللغة التقليدية في الشتات لليهود الأشكناز هي اللغة اليديشيَّة (وهي لغة جرمانية مع عناصر من اللغة العبرية والآرامية)، وضعت بعد أن انتقلوا إلى شمال أوروبا: بداية من ألمانيا وفرنسا في العصور الوسطى. لعدة قرون استخدموا العبرية كلغة مقدسة فقط، حتى إحياء العبرية كلغة مشتركة في إسرائيل. طوال فترة وجودهم في أوروبا، قدم الأشكناز العديد من المساهمات المهمة في الفلسفة، والأبحاث، والأدب، والفن، والموسيقى والعلوم.
يشير مصطلح «أشكنازي» إلى المستوطنين اليهود الذين أسسوا مجتمعات على طول نهر الراين في ألمانيا الغربية وشمال فرنسا والتي يرجع تاريخها إلى العصور الوسطى. وبمجرد الوصول إلى هناك، قاموا بتكييف التقاليد المنقولة من بابل والأراضي المقدسة وغرب البحر الأبيض المتوسط إلى بيئتهم الجديدة. وتطورت الطقوس الدينية الأشكنازية في مدن مثل ماينتس وفورمس وتروا. وكان للحاخام الفرنسي البارز شلومو يتسحاقي (راشي) تأثير كبير على الدين اليهودي.
في أواخر العصور الوسطى، بسبب الاضطهاد الديني، تحولت غالبية السكان الأشكناز بثبات نحو الشرق الأوروبي، وانتقلت من الإمبراطورية الرومانية المقدسة إلى المناطق التي أصبحت لاحقاً جزءاً من الكومنولث البولندي الليتواني (الذي ضم أجزاء من بيلاروسيا الحالية ولاتفيا وليتوانيا ومولدوفا وبولندا وروسيا وأوكرانيا). خلال أواخر القرنين الثامن عشر والتاسع عشر، قاد هؤلاء اليهود الذين بقوا أو عادوا إلى الأراضي الألمانية إعادة توجيه ثقافي؛ تحت تأثير الهاسكالا والنضال من أجل التحرر، وكذلك الهياج الفكري والثقافي في المراكز الحضرية، وتخلوا تدريجياً عن استخدام اللغة اليديشيَّة وتبنوا اللغة الألمانية، مع تطوير أشكال جديدة من الحياة الدينية اليهودية والهوية الثقافية.
لقد أهلك الهولوكوست خلال الحرب العالمية الثانية الأشكناز، مما أثر على كل أسرة يهودية تقريباً. وتشير التقديرات إلى أن اليهود الأشكناز في القرن الحادي عشر كانوا يشكلون 3% من إجمالي السكان اليهود في العالم، في حين أن التقديرات التي تم إجراؤها عام 1930 (بالقرب من ذروة السكان) كانت تمثل 92% من يهود العالم. مباشرةً قبل الهولوكوست، بلغ عدد اليهود في العالم حوالي 16.7 مليون. وتختلف الأرقام الإحصائية عن التركيبة السكانية المعاصرة لليهود الأشكناز، والتي تتراوح من 10 ملايين إلى 11.2 مليون. ويشير سيرجيو ديلا بيرجولا، في تقدير تقريبي لليهود السفارديم واليهود المزراحيم، يعني أن اليهود الأشكناز يشكلون أقل من 74% من اليهود في جميع أنحاء العالم. وتشير تقديرات أخرى إلى أن اليهود الأشكناز يشكلون حوالي 75% من
مجمل اليهود في جميع أنحاء العالم.
الدراسات الوراثية على الأشكناز - البحث في كل من سلالات الأب والأم - تشير إلى وجود كمية سائدة من أصل شرق أوسطي مشترك، وتكملها نسب متفاوتة من المزيج الأوروبي. توصلت هذه الدراسات إلى استنتاجات متباينة فيما يتعلق بكل من درجة ومصادر أسلافهم الأوروبية، وركزت عموماً على مدى الأصل الوراثي الأوروبي الذي لوحظ في سلالات الأمهات الأشكنازي. ويتناقض اليهود الأشكناز مع اليهود السفارديم، الذين ينحدرون من اليهود الذين استقروا في شبه الجزيرة الأيبيرية، واليهود المزراحيين، الذين ينحدرون من اليهود الذين بقوا في الشرق الأوسط.

## ما بين الأشكيناز والسفرديم
تُذكَر كلمة «إشكناز» عادةً مقابل «سفارد»، وبالتالي أصبحت كلمة «إشكناز» مرادفة لمعنى «غربي» وأصبحت «سفاردي» بمعنى «شرقي»، وهو تَرادُف خاطئ لأن كثيراً من يهود الشرق (يهود الفلاشاه وبني إسرائيل) ليسوا من السفارد، ولا علاقة لهم بالتراث السفاردي الإثني أو الديني، ومن الأدق استخدام مصطلح «يهود غربيون» للإشارة لما يُسمَّى الآن «اليهود الإشكناز».
وثمة اختلافات دينية غير جوهرية بين الإشكناز والسفارد تعود إلى اختلاف الأصول. فالإشكناز تَبنَّوا الصيغة الفلسطينية لليهودية، مقابل الصيغة البابلية التي تبناها السفارد. ومع أن كلا الفريقين تَبنَّى التلمود البابلي، في نهاية الأمر، مرجعاً وحيداً في الأمور الدينية والفقهية، فقد ظلـت بعض نقط الاختلاف. فالسـفارد، على سـبيل المثال، يتسمون باتساع الأفق، أما الإشكناز فلم ينفتحوا على الحضارات التي عاشوا بين ظهرانيها برغم تأثرهم بها، وانغلقوا على الكتاب المقدَّس والتلمود وعلى تفسير النصوص الجزئية. كذلك لم يحاول الإشـكناز جَمْع الشـريعة وتقنينها والتوصـل إلى مبـادئها العـامة.
والاختلافات بين السفارد والإشكناز في الأمور الدينية ليست عميقة. ولكن يُلاحَظ أن تأثير السفارد الفكري الديني في الإشكناز كان عميقاً. فرغم أن بدايات القبَّالاه إشكنازية، فإن تَحوُّلها إلى نسق متكامل في قبَّالاة الزوهار ثم القبَّالاه اللوريانية تم على يد السفارد، بل إن الفكر القبَّالي ذاته يكاد يكون فكراً سفاردياً، وهو الذي اكتسح الفكر الحاخامي الإشكنازي. كما أن أهم كتب الشريعة اليهودية (الشولحان عاروخ) كتاب سفاردي كتب عليه أحد الإشكناز شروحاً وتعليقات. وقد لاحَظ أحد المفكرين أثر الفكر المسيحي في الفكر الديني للإشكناز، فظاهرة الاستشهاد فيما يُعرَف بمصطلح «تقديس الاسم» (بالعبرية: «قيدوش هاشيم») هي ظاهرة إشكنازية لعلها جاءت نتيجة تأثير واقعة الصلب في المسيحية على اليهود. أما المارانية، وهي شكل من أشكال التَقية، فهي ظاهرة سفاردية. ويمكن ملاحظة تأثير الفكر المسيحي في الحسيدية أيضاً، على عكس الفكر السفاردي الذي تأثر في بعض جوانبه بالفكر الديني الإسلامي.
وكان معظم الإشكناز يتحدثون اليديشية التي اختفت بالتدريج مع عشرينيات هذا القرن، وبالتالي فهم يتحدثون في الوقت الحاضر لغة البلد الذي يوجدون فيه. ولغتهم الأساسية الآن هي الإنجليزية باعتبار أن أغلبيتهم تُوجَد ضمن التشكيل الاستعماري الاستيطاني الأنجلو ـ ساكسوني (الولايات المتحدة الأمريكية ـ كندا ـ أستراليا ـ جنوب أفريقيا). والعبرية السائدة بين الإشكناز مختلفة عن عبرية السفارد حيث ينطقونها بطريقة مختلفة.
وكان أكثر من نصف يهود العالم، في العصور الوسطى وحتى بدايات القرن الثامن عشر، من السفارد ويهود العالم الإسلامي. ولكن، بعد ذلك التاريخ، أخذ الإشكناز في التَزايُد إلى أن حدث الانفجار السكاني في صفوفهم في القرن التاسع عشر وأصبحوا يشكلون نحو 90% من يهود العالم. ولا تزال نسبتهم عالية. ومع أنها قد هبطت قليلاً في الآونة الأخيرة، بسبب تَناقُص معدلات الإنجاب بينهم، فإن الأغلبية الساحقة من يهود العالم تظل إشكنازية (بمعنى: غربية). كما أنهم نظراً لوجودهم في المجتمع الغربي، فإن لهم بروزاً عالمياً. ولذا، فإن معظم مشاهير اليهود الآن من الإشكناز، ابتداءً بأينشتاين ومروراً بكيسـنجر وانتهـاءً براكـيل ويلـش.

## التعريف

### من منظور ديني
يمتلك اليهود المتدينون «مينهاجيم» (عادات) بالإضافة إلى «هلاخاه» (القانون الديني) وتفسيرات متعددة له. تبنّت جماعات اليهود المتدينين في مناطق جغرافية مختلفة عادات وتفسيرات متباينة عبر التاريخ. في بعض المسائل، يُلزم اليهود الأرثوذكس باتباع عادات أسلافهم ولا يعتقدون أن لديهم حرية الاختيار؛ لذلك يرى اليهود الملتزمون أنه من المهم لأسباب دينية معرفة أصل أسرتهم الديني لتحديد العادات التي ينبغي اتباعها. تنشأ هذه الحاجة، مثلًا، عندما يتزوج يهوديان من خلفيات عرقية مختلفة، أو عندما يعتنق غير اليهودي الديانة اليهودية ويقرر للمرة الأولى أي العادات سيتبع، أو عندما يعود يهودي انقطع عن التدين إلى اليهودية التقليدية ويحتاج لمعرفة ما كانت عليه ممارسة أسرته في السابق. في هذا السياق، تشير «أشكنازي» إلى كل من النسب العائلي وإلى مجموعة من العادات الملزمة لليهود المنحدرين من ذلك النسب. أما اليهودية الإصلاحية، التي لا تتبع بالضرورة تلك العادات، فقد نشأت بدورها بين اليهود الأشكناز.
ومن الناحية الدينية، يُعدّ اليهودي الأشكنازي كل يهودي تتبع تقاليد أسرته وطقوسه الدينية الممارسات الأشكنازية. حتى بداية تشكّل المجتمع الأشكنازي في أوائل العصور الوسطى، كانت مراكز السلطة الدينية اليهودية تقع في العالم الإسلامي، في بغداد وفي إسبانيا الإسلامية. ولأن «أشكناز» (ألمانيا) كانت بعيدة جغرافيًا، فقد نشأ فيها تقليد خاص بها. وقد ظهرت اللغة العبرية الأشكنازية بلفظ متميز عن الأشكال الأخرى من العبرية.
وفي هذا السياق، تُعتبر «سفاردية» النظير الأساسي لـ«أشكنازية»، لأن أغلب اليهود الأرثوذكس غير الأشكناز يتبعون السلطات الحاخامية السفاردية، سواء كانوا من أصول سفاردية أم لا. ووفقًا للتقليد، فإن المرأة السفاردية أو المشرقية التي تتزوج في عائلة يهودية أرثوذكسية أو حريدية أشكنازية تربي أولادها على أنهم أشكناز، والعكس صحيح: إذ يُتوقّع من المرأة الأشكنازية التي تتزوج رجلًا سفارديًا أو مشرقيًا أن تتبنى الممارسة السفاردية، ويُمنح الأولاد هوية سفاردية، على الرغم من أن كثيرًا من العائلات تعتمد حلولًا وسطية في الواقع. أما الشخص الذي يعتنق اليهودية، فعادةً ما يتبع تقاليد المحكمة الدينية (بيث دين) التي أشرفت على تحوّله. ومع اندماج اليهود من مختلف أنحاء العالم في إسرائيل وأمريكا الشمالية وغيرها، بات التعريف الديني لليهودي الأشكنازي أكثر ضبابية، وخصوصًا خارج نطاق اليهودية الأرثوذكسية.
تتجاوز التطورات الحديثة في اليهودية غالبًا الفروق الدينية بين اليهود الأشكناز والسفارديم. ففي مدن أمريكا الشمالية، تجمع التوجهات الاجتماعية، مثل حركة «الحبورة» وظهور «اليهودية ما بعد الطائفية»، بين اليهود الشباب من خلفيات عرقية متنوعة. وقد ازداد الاهتمام مؤخرًا بالكابالا، والتي يدرسها العديد من اليهود الأشكناز خارج إطار «اليشيفا». ومن الاتجاهات الأخرى الانتشار المتزايد للعبادة الانفعالية في حركة التجديد اليهودي وفي الطقوس بأسلوب «كارلباخ»، وكلاهما يُعد من أصل أشكنازي اسميًا. وباستثناء المجتمعات الحريدية، شهد النطق التقليدي العبري الأشكنازي تراجعًا حادًا لصالح النطق السفاردي المعتمد في العبرية الحديثة.

### من منظور ثقافي
من الناحية الثقافية، يمكن تمييز اليهودي الأشكنازي من خلال مفهوم «يديشكايت»، أي «اليهودية» باللغة اليديشية. ويشير هذا المفهوم تحديدًا إلى الطابع اليهودي الخاص باليهود الأشكناز. قبل حركة «الهسكالاه» (التنوير) والتحرر القانوني لليهود في أوروبا، كان هذا المفهوم يعني دراسة التوراة والتلمود للرجال، وحياة أسرية وجماعية تخضع لأحكام الشريعة اليهودية للرجال والنساء. من منطقة الراين إلى ريغا إلى رومانيا، كان أغلب اليهود يُصلّون بالعبرية الأشكنازية الطقسية ويتحدثون اليديشية في حياتهم اليومية. ومع دخول الحداثة، أصبح مفهوم «يديشكايت» يشمل ليس فقط الأرثوذكسية والحسيدية، بل طيفًا واسعًا من الحركات والأيديولوجيات والممارسات والتقاليد التي شارك فيها اليهود الأشكناز واحتفظوا من خلالها بإحساس بالهوية اليهودية. وعلى الرغم من أن عددًا أقل بكثير من اليهود يتحدثون اليديشية اليوم، فإن مظاهر «يديشكايت» تظهر في أساليب الحديث، وأنماط الفكاهة، وأنماط التفاعل الاجتماعي. وبصورة عامة، يُعد اليهودي هو من يرتبط ثقافيًا باليهود، ويدعم مؤسساتهم، ويقرأ كتبهم ومجلاتهم، ويحضر أفلامهم ومسرحياتهم، ويسافر إلى إسرائيل، ويزور المعابد التاريخية، وغير ذلك. وهذا تعريف ينسحب على الثقافة اليهودية عامةً، وعلى «يديشكايت» الأشكنازي بشكل خاص.
ومع هجرة اليهود الأشكناز من أوروبا، سواء عبر «علياه» إلى إسرائيل، أو الهجرة إلى أمريكا الشمالية ومناطق ناطقة بالإنجليزية مثل جنوب أفريقيا، أو إلى أوروبا (خاصة فرنسا) وأمريكا اللاتينية، زال الانعزال الجغرافي الذي أوجد جماعة الأشكناز، وبدأ الامتزاج بثقافات أخرى، وباليهود غير الأشكناز الذين لم يعودوا بدورهم منعزلين جغرافيًا. وقد حلت العبرية محل اليديشية كلغة يهودية رئيسية لدى كثير من اليهود الأشكناز، رغم أن العديد من الجماعات الحسيدية والحريدية لا تزال تستخدم اليديشية في حياتها اليومية. (يوجد أيضًا عدد كبير من اليهود الأشكناز الناطقين بالإنجليزية أو الروسية، رغم أن هاتين اللغتين ليستا من اللغات اليهودية الأصلية).
ويُعد المجتمع اليهودي المختلط في فرنسا نموذجًا لإعادة التشكّل الثقافي الذي يحدث بين اليهود في أنحاء العالم. فعلى الرغم من أن فرنسا طردت سكانها اليهود الأصليين في العصور الوسطى، فقد وُجدت بحلول الثورة الفرنسية جماعتان يهوديتان متميزتان: واحدة من اليهود السفارديم، وهم لاجئون من محاكم التفتيش استقروا في الجنوب الغربي، والأخرى من اليهود الأشكناز، تركزوا في منطقة الألزاس ذات الطابع الألماني، وكانوا يتحدثون لهجة ألمانية قريبة من اليديشية. (أما الجماعة الثالثة من يهود بروفنسال المقيمين في «كومتات فينيسان» فكانت خارج فرنسا رسميًا، وقد اندمجت لاحقًا في السفارديم). كانت الجماعتان منفصلتين ومختلفتين إلى درجة أن الجمعية الوطنية منحت كلًّا منهما التحرر القانوني بشكل مستقل في عامي 1790 و1791.
لكن بعد التحرر، ظهرت هوية موحدة لليهود الفرنسيين، خاصة خلال أزمة «دريفوس» في تسعينيات القرن التاسع عشر. وفي عشرينيات وثلاثينيات القرن العشرين، وصل عدد كبير من اليهود الأشكناز إلى فرنسا لاجئين من معاداة السامية، والثورة الروسية، واضطرابات الكساد العظيم. وبحلول الثلاثينيات، كانت باريس تزدهر بثقافة يديشية نابضة، وكان كثير من اليهود منخرطين في حركات سياسية متنوعة. وبعد فترة حكومة فيشي والمحرقة، تعزز المجتمع اليهودي الفرنسي مرة أخرى، أولًا باللاجئين الأشكناز من أوروبا الوسطى، ولاحقًا بالمهاجرين واللاجئين السفارديم من شمال أفريقيا، والعديد منهم كانوا ناطقين بالفرنسية.
لم يُسجّل اليهود الأشكناز تقاليدهم أو إنجازاتهم كتابةً، بل نُقلت شفهيًا من جيل إلى جيل. وقد قُوبلت الرغبة في الحفاظ على التقاليد الثقافية السابقة للمحرقة بانتقادات من يهود أوروبا الشرقية. وربما يرجع ذلك إلى تطوّر نمط جديد من الفنون والثقافة اليهودية نشأ في فلسطين خلال ثلاثينيات وأربعينيات القرن العشرين، وهو النمط الذي، إلى جانب إبادة اليهود الأشكناز وثقافتهم على يد النظام النازي، جعل من الأسهل التماهي مع هذا النمط الجديد من الطقوس بدلًا من محاولة إحياء التقاليد القديمة. وقد عُرف هذا النمط الجديد باسم «النمط المتوسطي»، وتميّز ببساطته وتجديده الرمزي لليهود في الخارج. وكان الهدف منه استبدال التقاليد المنفية (الشتاتية) التي اتسمت بالأسى في ممارساتها.
وفي تسعينيات القرن العشرين، بدأت موجة أخرى من اليهود الأشكناز بالوصول من دول الاتحاد السوفيتي السابق وأوروبا الوسطى. وكانت النتيجة مجتمعًا يهوديًا تعدديًا لا يزال يحمل بعض السمات المميزة لثقافتي الأشكناز والسفارديم. لكن في فرنسا، أصبح من الصعب التمييز بين الاثنين، وظهرت هوية يهودية فرنسية متميزة.

### من منظور عرقي
من الناحية العرقية، يُعدّ اليهودي الأشكنازي هو من تعود أصوله إلى اليهود الذين استقروا في وسط أوروبا. ولمدة تقارب الألف عام، ظل الأشكناز جماعة معزولة تكاثريًا داخل أوروبا، رغم وجودهم في دول مختلفة، مع حركة هجرة أو اعتناق أو تزاوج محدودة جدًا مع مجموعات أخرى، بما في ذلك جماعات يهودية أخرى. وقد أشار علماء الوراثة البشرية إلى وجود متغيرات جينية ظهرت بنسب مرتفعة لدى اليهود الأشكناز، ولم تُرصد في عموم السكان الأوروبيين، سواء تعلق الأمر بعلامات أُبوية (أنماط كروموسوم Y) أو علامات أُمومية (الميتوتايب). ومنذ منتصف القرن العشرين، شهدت جماعات كبيرة من اليهود الأشكناز حالات تزاوج مختلط، سواء مع أعضاء من جماعات يهودية أخرى أو مع غير اليهود.

## انظر ايضاً
- يهود سفارديون